# Hipertrofia mięśniowa

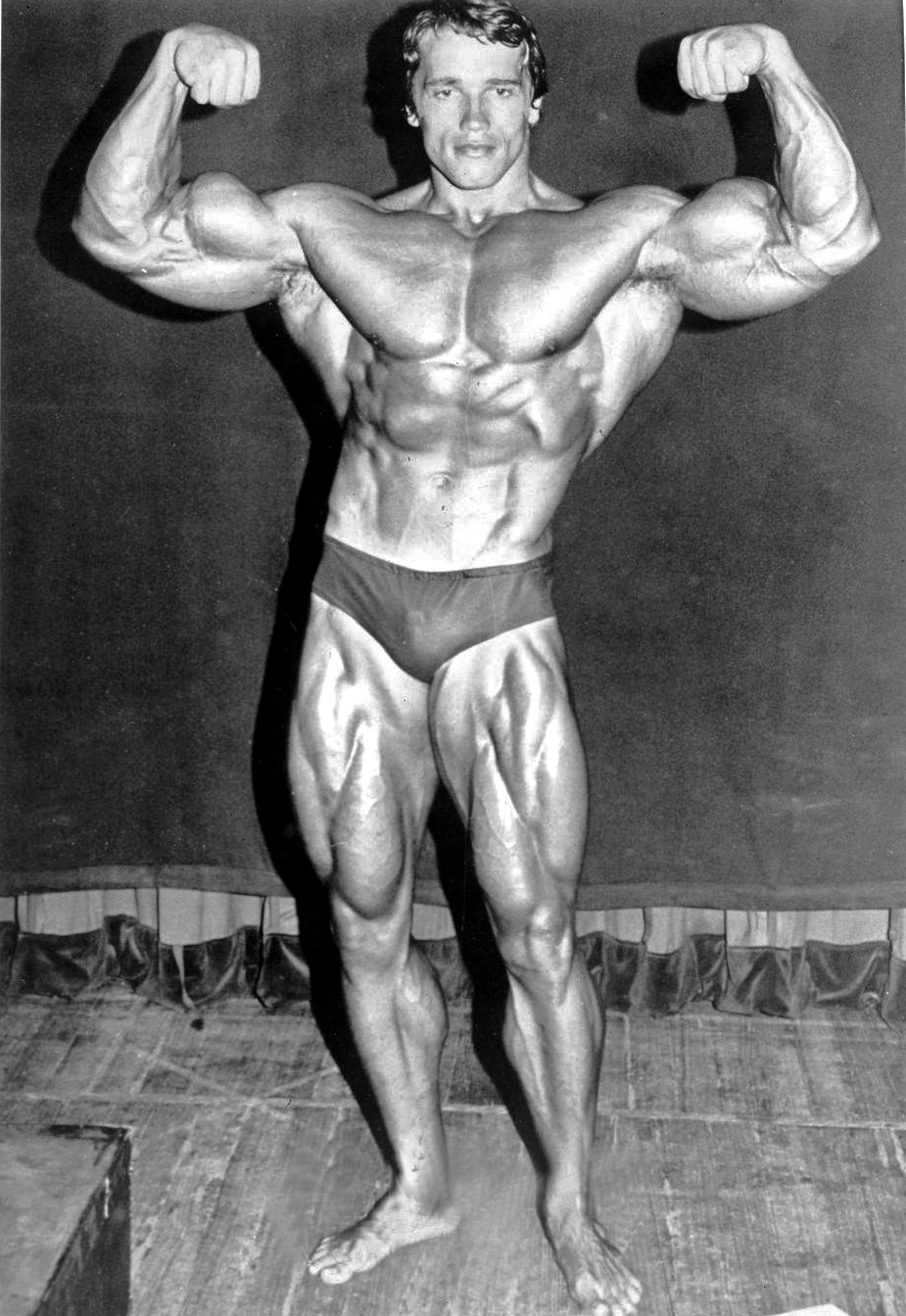
Zawodnik kulturystyczny z dobrze zdefiniowaną sylwetką

Hipertrofia mięśniowa — rozrost włókien mięśniowych pod względem objętości, masy, siły oraz wytrzymałości, jako następstwo procesu adaptacyjnego do treningu siłowego. Hipertrofia jest następstwem każdego, trwającego długotrwale oraz regularnie, efektywnego bodźca siłowego. W hipertrofii mięśniowej bardziej wrażliwe na trening są włókna szybko kurczliwe typu II. Wraz z wiekiem na skutek starzenia się organizmu i wzrostu udziału procesów katabolicznych względem anabolicznych możliwości anaboliczne organizmu ulegają zmniejszeniu.

## Fizjologia procesu
W wyniku odpowiednio dobranego pod względem długości i intensywności treningu siłowego w obrębie mięśni dochodzi do mikrourazów. Mikrourazy zapoczątkują procesy naprawcze i adaptacyjne, które po czasie przy właściwym odpoczynku, diecie skutkują rozbudową tkanki mięśniowej.

## Rodzaje hipertrofii mięśniowej
- miofibrylarna — rozrost włókien mięśniowych, skutkujący wzrostem masy i siły mięśniowej. Ten typ wzrostu jest procesem powolnym.

- sarkoplazmatyczna — wzrost objętości tkanki mięśniowej na skutek zwiększenia objętości przede wszystkim glikogenu mięśniowego, co przekłada się na wzrost tzw. pompy mięśniowej. Wzrost sarkoplazmatyczny następuje szybko.

- strukturalna (wzrost objętości tkanki mięśniowej, bez wzrostu siły z powodu niezbilansowanej diety)
- funkcjonalna (wzrost objętości oraz siły mięśniowej).

## Trening
- optymalna hipertrofia mięśniowa wymaga regularnych treningów, najlepiej 3 razy w tygodniu (48 h regeneracji), a odstępy między treningami nie powinny być dłuższe niż 2 dni. Trening powinien obejmować całe ciało z wykorzystaniem ćwiczeń siłowych: wiosłowanie, martwy ciąg, wyciskanie, przysiady, wykroki, pompki, podciąganie na drążku.
- trening z obciążeniem 75% ciężaru maksymalnego
- krótkie przerwy pomiędzy seriami
- dynamiczny ruch od siebie i do siebie.
- właściwa podaż białka w diecie
- w celu zminimalizowanie ryzyka kontuzji, przed ćwiczeniem należy wykonać rozgrzewkę, oraz nie należy dopuszczać do upadku mięśniowego.